# مارك براون (لاعب كرة قدم أمريكية)
مارك براون (بالإنجليزية: Mark Brown)‏ هو لاعب كرة قدم أمريكية أمريكي، ولد في 18 يوليو 1961 في لوس أنجلوس في الولايات المتحدة.

## وصلات خارجية
- مارك براون على موقع مرجع كرة القدم المحترفة.كوم (الإنجليزية)